# Kaszabia
Kaszabia is een geslacht van steenvliegen uit de familie Perlodidae. De wetenschappelijke naam van het geslacht is voor het eerst geldig gepubliceerd in 1968 door Raušer.

## Soorten
Kaszabia omvat de volgende soorten:
- Kaszabia digitata (Kawai, 1963)
- Kaszabia nigricauda (Navás, 1923)